# Ракариј де Жос (Долж)
Ракариј де Жос (рум. Răcarii de Jos) насеље је у Румунији у округу Долж у општини Брадешти. Oпштина се налази на надморској висини од 128 m.

## Становништво
Према подацима из 2002. године у насељу је живело 1010 становника.

### Попис2002.
| Расподела становништва по националности 2002.‍ | Расподела становништва по националности 2002.‍ | Расподела становништва по националности 2002.‍ | Расподела становништва по националности 2002.‍ | Расподела становништва по националности 2002.‍ |
| --------------------------------------------- | --------------------------------------------- | --------------------------------------------- | --------------------------------------------- | --------------------------------------------- |
|                                               |                                               |                                               |                                               |                                               |
| Румуни                                        | Румуни                                        |                                               | 934                                           | 92,5%                                         |
| Роми                                          | Роми                                          |                                               | 76                                            | 7,5%                                          |